# Georgi Stankov
Georgi Stankov est un boxeur bulgare né le 10 août 1943 à Kornerovo.

## Carrière
Sa carrière amateur est principalement marquée par une médaille de bronze remportée aux Jeux olympiques de Mexico en 1968 en poids mi-lourds.

### Jeux olympiques
- Médaille de bronze en -81 kg aux Jeux de 1968 à Mexico